# Dihidrolipoilizinski-ostatak (2-metilpropanoil)transferaza
Dihidrolipoilizinski-ostatak (2-metilpropanoil)transferaza (EC 2.3.1.168, dihidrolipoil transacilaza, enzim-dihidrolipoillizin:2-metilpropanoil-KoA S-(2-metilpropanoil)transferaza, 2-metilpropanoil-KoA:enzim-6-N-(dihidrolipoil)lizin S-(2-metilpropanoil)transferaza) je enzim sa sistematskim imenom 2-metilpropanoil-KoA:enzim-6-(dihidrolipoil)lizin -(2-metilpropanoil)transferaza. Ovaj enzim katalizuje sledeću hemijsku reakciju
2-metilpropanoil-KoA + enzim 6-(dihidrolipoil)lizin {\displaystyle \rightleftharpoons } KoA + enzim 6-(-[2-metilpropanoil]dihidrolipoil)lizin
Ova enzim je multimer (24-mer). On formira osnovu multienzimskog kompleksa 3-metil-2-oksobutanoat dehidrogenaze, i čvrsto vezuje EC 1.2.4.4, 3-metil-2-oksobutanoat dehidrogenazu (2-metilpropanoil-transfer) i EC 1.8.1.4, dihidrolipoil dehidrogenazu.

## Literatura
- Nicholas C. Price; Lewis Stevens (1999). Fundamentals of Enzymology: The Cell and Molecular Biology of Catalytic Proteins (Third изд.). USA: Oxford University Press. ISBN 019850229X.
- Eric J. Toone (2006). Advances in Enzymology and Related Areas of Molecular Biology, Protein Evolution (Volume 75 изд.). Wiley-Interscience. ISBN 0471205036.
- Branden C; Tooze J. Introduction to Protein Structure. New York, NY: Garland Publishing. ISBN 0-8153-2305-0.
- Irwin H. Segel. Enzyme Kinetics: Behavior and Analysis of Rapid Equilibrium and Steady-State Enzyme Systems (Book 44 изд.). Wiley Classics Library. ISBN 0471303097.
- William P. Jencks (1987). Catalysis in Chemistry and Enzymology. Dover Publications. ISBN 0486654605.

## Spoljašnje veze
- Dihydrolipoyllysine-residue+(2-methylpropanoyl)transferase на 